# Сыпачёв, Василий Капитонович
Василий Капитонович Сыпачёв (9 января  1914, Кыштым — 1 января 1975, Карабаш) — командир орудия танка Т-34 242-й танковой бригады старшина — на момент представления к награждению орденом Славы.

## Биография
Родился 9 января 1914 года в городе Кыштым Челябинской губернии. Окончил 4 класса. Жил в городе Карабаш той же области. Работал слесарем на Карабашском медеплавильном комбинате.
В сентябре 1942 года был призван в Красную армию. С июля 1943 года участвовал в боях на Воронежском и 1-м Украинском фронтах. Весь боевой путь прошёл в составе 242-й танковой бригады башенным стрелком танка Т-34, позднее командиром орудия. Член ВКП(б) с 1944 года. Участвовал в боях на Курской дуге, в Корсунь-Шевченковской операции, при освобождении Правобережной Украины.
В июле 1944 года 31-й танковый корпус в составе 1-го Украинского фронта принимал участие во Львовско-Сандомирской наступательной операции. В боях за населённые пункты Хвашув и Олеско своим танковым орудием уничтожил три орудия, два миномёта, три пулемёта с расчётами и две повозки. В бою за деревню Олеско танк командира батальона, в котором воевал Сыпачёв, был обстрелян из засады и подбит. Были ранены механик-водитель и командир батальона, получил контузию и Сыпачёв. Однако он сумел выбраться из танка, помог выбраться комбату. Укрывшись с командиром батальона в глубокой воронке, оказал ему первую медицинскую помощь и доставил раненого командира в медпункт.
Подлечившись в медсанбате, вернулся в свою часть. В августе 1944 года, в бою за населённый пункт Стопница уничтожил 2 танка противника, много солдат и офицеров.
Приказом по войскам 31-го танкового корпуса от 20 ноября 1944 года старшина Сыпачёв Василий Капитонович награждён орденом Славы 3-й степени.
В боях на Сандомирском плацдарме, как и в предыдущих боях, показал образцы мужества и боевого мастерства. «Отбивая контратаки крупных сил пехоты и танков противника, — сообщает наградной документ, — Сыпачёв меткими выстрелами своего танкового орудия уничтожил два танка „тигр“ и вместе с экипажем до 40 вражеских солдат и офицеров».
12 января 1945 года войска 1- го Украинского фронта начали новую наступательную операцию. В первый день в ходе наступления на город Буско-Здруй, когда заклинило башню, экипаж таранил танк противника, а вражеских танкистов взял в плен. За этот бой был представлен к награждению орденом Славы 2-й степени.
Наступление к рекам Одеру и Нейсе продолжалось. В этих боях "…командир орудия танка Т-34 старшина Сыпачёв, бесстрашный танкист, показал образцы мужества и геройства в боях с немецкими бандитами. В боях за город Люблинец метким огнём из своей пушки подавил огонь трёх пушек и четырёх пулемётных точек противника, уничтожил более десятка противников В боях за населённый пункт Тост уничтожил 2 пушки, 3 автомашины, 2 пулемёта и до 30 вражеских солдат и офицеров. Не раз в трудной обстановке боя выходил из танка, делал разведку проходов для танков". Был представлен к награждению орденом Славы 1-й степени.
По стечению обстоятельств Указ о награждении танкиста орденом Славы 1-й степени был подписан раньше, чем приказ о награждении предыдущим орденом.
Указом Президиума Верховного Совета СССР от 10 апреля 1945 года за образцовое выполнение заданий командования в боях с немецко-вражескими захватчиками награждён орденом Славы 1-й степени.
Приказом по войскам 1-го Украинского фронта от 14 апреля 1945 года награждён орденом Славы 2-й степени.
В 1945 году был демобилизован в звании старшины. Вернулся на родину. Жил в городе Карабаш Челябинской области. Работал на Карабашском медеплавильном комбинате мастером паровозного депо, затем машинистом паровоза.
Скончался 1 января 1975 года.
Награждён орденами Отечественной войны 2-й степени, Красной Звезды, Славы 3-х степеней, медалями, в том числе «За отвагу».
Его именем названа улица в городе Карабаш.